# Carl Richard Hagen
Pour les articles homonymes, voir Hagen.
Carl Richard Hagen (né le 2 février 1937) est professeur de physique des particules à l'Université de Rochester. Il est surtout connu pour sa co-invention du Mécanisme de Englert-Brout-Higgs-Guralnik-Hagen-Kibble et du boson de Higgs avec Gerald Guralnik et Thomas Kibble,. Dans le cadre des célébrations du 50e anniversaire de la revue Physical Review Letters, l'article concernant cette théorie a été reconnue comme l'un des documents jalonnant l'histoire du journal.
En 2010, Hagen a reçu de l'American Physical Society le prix Sakurai en physique des particules pour « l'élucidation des propriétés de la brisure spontanée de symétrie en théorie de jauge en quatre dimensions relativiste et du mécanisme de la génération uniforme des masses boson vecteur ».
Les recherches du professeur Hagen portent sur le domaine de la théorie de la physique des hautes énergies, principalement sur la théorie quantique des champs. Ce dernier domaine comprend l'élaboration et la quantification des théories des champs de spin élevé dans le contexte de la relativité galiléenne ainsi que celui de la relativité restreinte. Ses derniers travaux concernent des sujets tels que les théories à deux dimensions solubles, la théorie de Chern-Simons, l'effet Aharonov-Bohm et l'effet Casimir. En 2015, Hagen publie un article où il retrouve la formule classique du produit de Wallis de π, qui date du 17e siècle, à partir du calcul des niveaux d'énergie de l'atome d'hydrogène –  ce fut le premier article à dériver π de la physique et de la mécanique quantique,,.
Hagen a reçu son Bachelor of Science, son Master of Science et un doctorat en physique au MIT. Il est professeur de physique à l'Université de Rochester depuis 1963. Il a remporté le Prix d'excellence en enseignement du département de physique et d'astronomie de l'Université de Rochester à deux reprises (en 1996 et 1999). Il est membre de l'American Physical Society qui l'a nommé référent exceptionnel (Outstanding Referee ) en 2008.

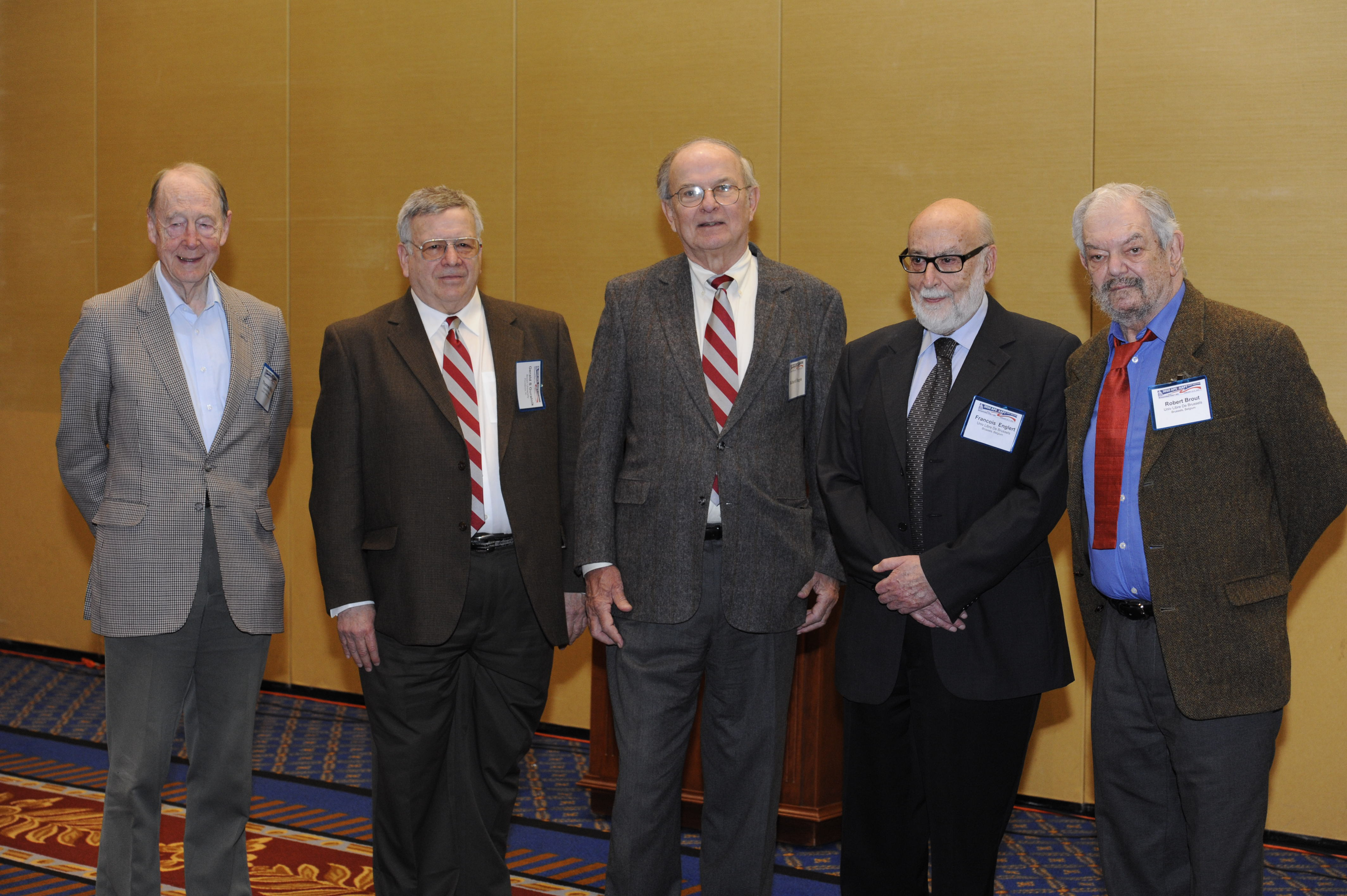
Kibble, Guralnik, Hagen, Englert, et Brout lors de la remise du Prix Sakurai 2010.